# Chrysanthemum alabasium
Chrysanthemum alabasium là một loài thực vật có hoa trong họ Cúc. Loài này được (H.C. Fu) H. Ohashi & Yonekura mô tả khoa học đầu tiên năm 2004.